# Kiwaczek
Kiwaczek lub Czeburaszek (ros. Чебурашка, Czeburaszka) – bohater opowiadań autorstwa Eduarda Uspienskiego oraz cyklu radzieckich animowanych filmów lalkowych w reżyserii Romana Kaczanowa. Pierwsze wzmianki o Kiwaczku pojawiły się we wstępie do książki Eduarda Uspienskiego Krokodyl Giena i przyjaciele. Książkowy Kiwaczek jest tropikalnym zwierzątkiem, które do dużego miasta trafiło przez przypadek. Zasnęło w skrzyni z pomarańczami, która z kolei trafiła w ręce dyrektora rosyjskiego sklepu. To właśnie ów dyrektor nazwał zwierzątko Kiwaczkiem, ponieważ zwierzątko ciągle się przewracało. Główna fabuła bajki to poszukiwanie przez Kiwaczka swojego miejsca w radzieckiej rzeczywistości.
Według wyjaśnienia przedstawionego w przedmowie do książki Krokodyl Giena i przyjaciele, Kiwaczek był zabawką, którą w dzieciństwie bawił się autor. Zabawka przedstawiała dziwne zwierzę: ni to niedźwiedzia, ni to zająca z dużymi uszami:

Oczy miał duże i żółte, jak u puchacza, głowę okrągłą, zajęczą, a ogon króciutki i puszysty, taki, jaki bywa u małych niedźwiedziątek.

## Kiwaczek w kulturze

### Cykl filmów o Kiwaczku
W sumie powstały cztery różnej długości filmy o Kiwaczku:
- Krokodyl Giena (1969) – Kiwaczek nawiązuje przyjaźń z Krokodylem Gieną.
- Kiwaczek (1971) – Krokodyl Giena ma urodziny, Kiwaczek składa mu życzenia i daje prezent, następnie przyjaciele postanawiają zbudować plac zabaw i pomagają pionierom w zbieraniu złomu.
- Szapoklak (1974) – Kiwaczek i Giena wyjeżdżają na wczasy nad morze, jednak Szapoklak kradnie im bilety. Przyjaciele zostają wyrzuceni z pociągu na najbliższej stacji. Rozpoczynają akcję przeciwko turystom-kłusownikom.
- Kiwaczek idzie do szkoły (1983) – Kiwaczek miał spotkać Gienę na lotnisku, jednak nie potrafił odczytać telegramu, dlatego postanawia iść do szkoły. We wcześniejszych częściach filmu Kiwaczek potrafił bez większych trudności przeczytać ogłoszenie krokodyla Gieny oraz list od staruszki Szapoklak.

Aktorzy
Głosu postaciom udzielili Wasilij Liwanow (Krokodyl Giena), Kłara Rumianowa (Kiwaczek), Władimir Fierapontow (milicjant, listonosz, wykonawca Piosenki Krokodyla Gieny, kłusownik Pietia, dyrektor fabryki), T. Dmitrijewa (pionierzy), Gieorgij Burkow (sprzedawca), Irina Mazing (Szapoklak).
Twórcy
- Autorzy scenariusza: Roman Kaczanow, Eduard Uspienski
- Reżyser: Roman Kaczanow
- Projektant: Leonid Szwarcman
- Kompozytor: Władimir Szainski, autor Piosenki Krokodyla Gieny do słów Aleksandra Timofiejewskiego[3], Niebieski wagon, W Podmoskowiu są leszcze.
- Animatorzy: Jurij Norsztejn, Majja Buzinowa, Natalja Dabiża
- Zdjęcia: Tieodor Bunimowicz

Nagrody
W 1971 roku film Kiwaczek został uznany za najlepszy film animowany na Wszechzwiązkowym Festiwalu Filmowym.

#### Wersja polska[4]
Czeburaszek – seria czterech filmów animowanych, która została wydana z polskim dubbingiem dnia 25 maja 2010 roku przez firmę SDT Film.
Wersja polska: GMC STUDIO

Bohaterom głosów użyczyli:
- Julita Kożuszek-Borsuk
- Katarzyna Łukaszyńska
- Andrzej Chudy
- Dariusz Błażejewski
- Robert Kibalski

Tłumaczenie: Krystyna Łozowska

Dialogi polskie: Walentyna Trzcińska

Reżyseria: Jerzy Euzebiusz

### Kiwaczek w literaturze
- Krokodyl Giena i przyjaciele (1966) – opowiadanie
- Biznes krokodyla Gieny (1992) – opowiadanie (E. Uspienski i I. Agron)
- Krokodyl Giena – porucznik policji
- Kiwaczek pośród ludzi
- Porwanie Kiwaczka

Kiwaczek stał się popularny w ZSRR. Jest bohaterem licznych kawałów. 

### Kiwaczek w teatrze
- Kiwaczek i przyjaciele (1970) – spektakl teatralny (scenariusz E. Uspienski i z R. Kaczanow)
- Urlop krokodyla Gieny (1974) – spektakl teatralny (scenariusz E. Uspienski i z R. Kaczanow)
- Na podstawie tekstów Uspienskiego Teatr Lalki i Aktora im. Hansa Christiana Andersena wystawił w roku 1986 spektakl pod tytułem Fajtałek i jego przyjaciele[5].

### Kiwaczek w sporcie
Został wybrany maskotką reprezentacji rosyjskiej na Letnich Igrzyskach Olimpijskich w Atenach w 2004 roku. Podczas Zimowych Igrzysk Olimpijskich w 2006 roku w Turynie futerko Kiwaczka przybrało biały kolor. Na Letnich Igrzyskach Olimpijskich w 2008 roku w Pekinie bohater miał czerwone futerko, zaś podczas Zimowych Igrzysk Olimpijskich w 2010 roku w Vancouver Kiwaczek był koloru niebieskiego.

### Gry komputerowe
Kiwaczek jest bohaterem gier komputerowych:
- Kiwaczek w Mieście Mechanicznych Ludzików (2006)
- Kiwaczek. Dom dla Kiwaczka. Logika 1 (2007)
- Kiwaczek w ZOO. Logika 2 (2007)
- List do Kiwaczka (2007)
- Kiwaczek. Uszate historie (2007)
- Kiwaczek uczy języka angielskiego (2008)
- Kiwaczek. Porwanie stulecia (2010)

## Urodziny Kiwaczka
Od 2003 roku w Moskwie corocznie, w drugi lub trzeci weekend sierpnia, urządzana jest akcja charytatywna „Urodziny Kiwaczka”, której celem jest niesienie pomocy sierotom. W 2005 roku w związku z organizacją danej akcji, Eduard Uspienski ogłosił, że oficjalnym dniem urodzin Kiwaczka jest 20 sierpnia.

## Upamiętnienie Kiwaczka
- Pomnik, przedstawiający Kiwaczka, krokodyla Gienę oraz staruszkę Szapoklak, wzniesiony w 2005 roku w Ramiensku (rzeźbiarz Oleg Erszow).
- 29 maja 2008 roku na terenie przedszkola nr 2550, we wschodnim administracyjnym okręgu Moskwy, zostało otworzone muzeum Kiwaczka. Wśród eksponatów znajduje się maszyna do pisania, na której Eduard Uspienski stworzył historię Kiwaczka.
- Pomnik poświęcony Gienie i Kiwaczkowi znajduje się pośród innych rzeźb bohaterów sowieckich w Chabarowsku.
- Rzeźby Kiwaczka i krokodyla Gieny powstały także w mieście Dniepr (dawniej Dniepropietrowsk), w parku Łazara Hłoby.
- Muzeum Dobranocek w Rzeszowie posiada ekspozycję, związaną z postacią Kiwaczka[7].